# Jan Blinowski

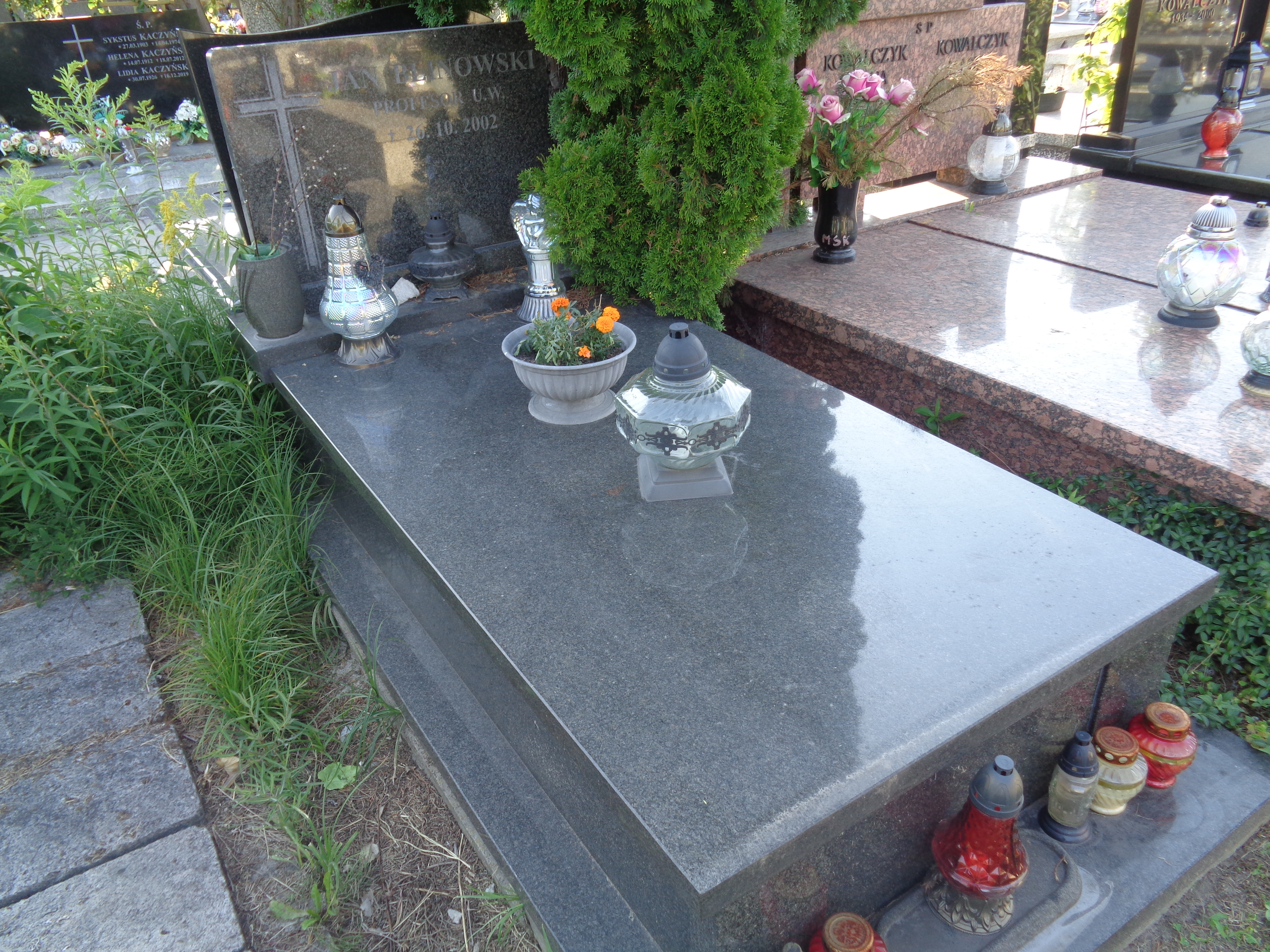
Grób Jana Blinowskiego na cmentarzu na Służewie przy ul. Renety

 Jan Blinowski (ur. 20 października 1939, zm. 26 października 2002) – polski fizyk teoretyk, profesor nauk fizycznych.

## Życiorys
Absolwent  Wydziału Matematyki i Fizyki UW. Od 1988 profesor w Uniwersytecie Warszawskim. Wieloletni kierownik Zakładu Teorii Ciała Stałego w Instytucie Fizyki Teoretycznej Wydziału Fizyki i przewodniczący Rady Naukowej tego instytutu. 
Autor ponad 60 oryginalnych publikacji naukowych z zakresu fizyki ciała stałego. Najważniejsze osiągnięcia badawcze: przewodnictwo hoppingowe w półprzewodnikach domieszkowanych, struktura pasmowa interkalowanego grafitu, oddziaływania spinowe w półprzewodnikach półmagnetycznych, sprzężenia między warstwami magnetycznymi w niskowymiarowych strukturach półprzewodnikowych.
Zajmował się problematyką edukacji. W latach 80. współpracował w tej dziedzinie z konwersatorium „Doświadczenie i Przyszłość” (DiP). Działał w Interdivisional Group on Education i był członkiem Rady Edukacyjnej Europejskiego Towarzystwa Fizycznego oraz  Kolegium Redakcyjnego czasopisma „Fizyka w szkole”. Jest autorem bardzo popularnego repetytorium „Fizyka dla kandydatów na wyższe uczelnie” (1) i podręczników dla liceum (2,3,4).  
W latach 1995–1999 był członkiem Komisji Półprzewodników Międzynarodowej Unii Fizyki Czystej i Stosowanej (IUPAP).
Był mężem dr Justyny z Niewodniczańskich, z którą miał trójkę dzieci.
Pochowany 4 listopada 2002 na starym cmentarzu na Służewie w Warszawie (kwatera VIIA (wejście od strony kościoła)).

## Publikacje
1. Jan Blinowski, Jarosław Trylski „Fizyka dla kandydatów na wyższe uczelnie”, PWN, Warszawa 1973.
2. Aleksandra Blinowska-Kroh, Jan Blinowski, Waldemar Gorzkowski, „Fale, cząstki, atomy”, książka pomocnicza dla uczniów i nauczycieli, WSiP, Warszawa, 1977.
3. Jan Blinowski, „Samochodem przez fizykę” cz. I, II, III, Oficyna Edukacyjna K. Pazdro, Warszawa 1996, 1997, 1998.
4. Jan Blinowski, Włodzimierz Zielicz, „Fizyka i astronomia” – cz. 1, WSiP, Warszawa 2002.
5. Jan Blinowski, Jan Gaj, Andrzej Szymacha, Włodzimierz Zielicz, „Fizyka i astronomia” – cz. 2, WSiP, Warszawa 2003.